# 锦绣杜鹃
锦绣杜鹃（学名：Rhododendron × pulchrum），为杜鹃花科杜鹃花属下的一个植物种。